# 指令説 (哲学)
指令説（しれいせつ、英語: prescripivism）あるいは指令主義（しれいしゅぎ）は、メタ倫理の学説の一。倫理命題（○○が正しい、○○すべきだ、といった文）は普遍化可能性（同じ条件なら同じことをいうことができる一貫性）のある命令（○○せよ）の一種であるとみなす立場。
1952年にリチャード・マーヴィン・ヘアが『道徳の言語』で提唱した。